# AT&T Pebble Beach National Pro-Am
Das AT&T Pebble Beach National Pro-Am, ist ein Profigolfturnier der PGA Tour, welches jedes Jahr in Pebble Beach, Kalifornien ausgetragen wird. Das Turnier wird gewöhnlich im Februar auf den 3 Plätzen Pebble Beach Golf Links, Spyglass Hill Golf Course, und Monterey Peninsula Country Club ausgetragen. Ursprünglich war das Turnier auch unter den Namen Bing Crosby National Pro-Amateur oder auch als Crosby Clambake bekannt.

## Geschichte
1937 war Bing Crosby der erste Gastgeber für die National Pro-Am Golf Championship auf dem Platz Rancho Santa Fe Golf Club in Rancho Santa Fe, Kalifornien. Sam Snead trug sich als erster in die Siegerliste des Turniers ein und gewann einen Siegerscheck von $500. Nach dem Zweiten Weltkrieg wurde das Spiel 1947 auf den Plätzen um Pebble Beach wieder aufgenommen, wo es noch heute stattfindet. Bis 1966 waren neben dem Pebble Beach Golf Links die Plätze Cypress Point Club und Monterey Peninsula Country Club Austragungsorte.
1967 ersetzte Spyglass Hill den Club Monterey Peninsula CC als 3. Platz (mit Ausnahme von 1977). 1991 wurde der private Cypress Point Club von der PGA Tour ausgeschlossen, da er afroamerikanischen Spielern den Zutritt verweigerte und Poppy Hills, wurde bis 2009 zum Austragungsort. Da Poppy Hills von den Spielern wegen seines schlechten Zustandes abgelehnt wurde, kehrte 2010 der Monterey Peninsula CC ins Programm zurück.
Neben den Golfprofessionals wie Tiger Woods, Phil Mickelson, Mark O’Meara, Davis Love III oder Vijay Singh waren viele Stars aus der Unterhaltungsindustrie willkommene Spielpartner des Turniers. Neben Publikumslieblingen wie Bill Murray, Glenn Frey oder Kevin Costner traten auch Steve Young, George Lopez, Tom Brady und Carson Daly zu den Turnieren an.
Ein ähnliches Pro-Am-Format bietet auch die European Tour mit der Alfred Dunhill Links Championship in Schottland.

## Pro-Am Format

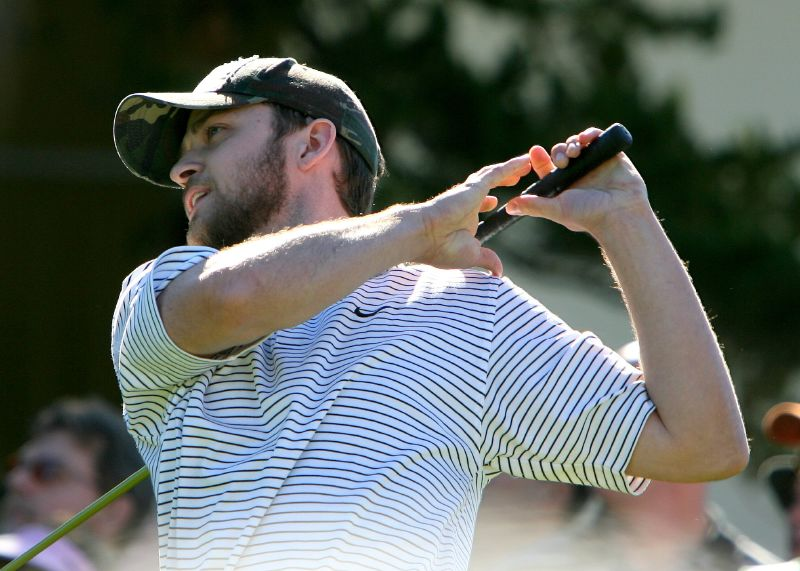
Justin Timberlake 2006 beim AT&T Pebble Beach National Pro-Am am Start.

Das Starterfeld besteht aus 156 Golfprofessionals und 156 Amateurspielern. Ein Professional spielt gemeinsam mit einem Amateur. Jeden Tag spielen jeweils 52 2er Teams einen der 3 Plätze. Am Finaltag spielen nach folgenden Cutregeln die qualifizierten Spieler den Finalplatz auf den Pebble Beach Golf Links.
- Einzelcut: Die 60 besten Spieler nach 54 Löcher sowie alle schlaggleichen Spieler-

- Pro-Amateur cut: Die 25 besten Teams und alle schlaggleichen.

## Gewinner
| Jahr                                          | Sieger                                              | Nationalität                                   | Resultat                                       | zu Par                                         | Siegercheck($)                                 |
| AT&T Pebble Beach National Pro-Am             | AT&T Pebble Beach National Pro-Am                   | AT&T Pebble Beach National Pro-Am              | AT&T Pebble Beach National Pro-Am              | AT&T Pebble Beach National Pro-Am              | AT&T Pebble Beach National Pro-Am              |
| --------------------------------------------- | --------------------------------------------------- | ---------------------------------------------- | ---------------------------------------------- | ---------------------------------------------- | ---------------------------------------------- |
| 2025                                          | Rory McIlroy                                        | Nordirland                                     | 267                                            | −21                                            | 3,600,000                                      |
| 2024                                          | Wyndham Clark                                       | Vereinigte Staaten                             | 199^                                           | −17                                            | 3,600,000                                      |
| 2023                                          | Justin Rose                                         | England                                        | 269                                            | −18                                            | 1,620,000                                      |
| 2022                                          | Tom Hoge                                            | Vereinigte Staaten                             | 268                                            | −19                                            | 1,566,000                                      |
| 2021                                          | Daniel Berger                                       | Vereinigte Staaten                             | 270                                            | −17                                            | 1,404,000                                      |
| 2020                                          | Nick Taylor                                         | Kanada                                         | 268                                            | −19                                            | 1,404,000                                      |
| 2019                                          | Phil Mickelson                                      | Vereinigte Staaten                             | 268                                            | −19                                            | 1,368,000                                      |
| 2018                                          | Ted Potter Jr.                                      | Vereinigte Staaten                             | 270                                            | −17                                            | 1,332,000                                      |
| 2017                                          | Jordan Spieth                                       | Vereinigte Staaten                             | 268                                            | −19                                            | 1,296,000                                      |
| 2016                                          | Vaughn Taylor                                       | Vereinigte Staaten                             | 270                                            | −17                                            | 1,260,000                                      |
| 2015                                          | Brandt Snedeker                                     | Vereinigte Staaten                             | 265                                            | −22                                            | 1,224,000                                      |
| 2014                                          | Jimmy Walker                                        | Vereinigte Staaten                             | 276                                            | −11                                            | 1,188,000                                      |
| 2013                                          | Brandt Snedeker                                     | Vereinigte Staaten                             | 267                                            | −19                                            | 1,170,000                                      |
| 2012                                          | Phil Mickelson                                      | Vereinigte Staaten                             | 269                                            | −17                                            | 1,152,000                                      |
| 2011                                          | Darren Andrew Points                                | Vereinigte Staaten                             | 271                                            | −15                                            | 1,134,000                                      |
| 2010                                          | Dustin Johnson                                      | Vereinigte Staaten                             | 270                                            | −16                                            | 1,116,000                                      |
| 2009                                          | Dustin Johnson                                      | Vereinigte Staaten                             | 201^                                           | −15                                            | 1,098,000                                      |
| 2008                                          | Steve Lowery                                        | Vereinigte Staaten                             | 278PO                                          | −10                                            | 1,080,000                                      |
| 2007                                          | Phil Mickelson                                      | Vereinigte Staaten                             | 268                                            | −20                                            | 990,000                                        |
| 2006                                          | Arron Oberholser                                    | Vereinigte Staaten                             | 271                                            | −17                                            | 972,000                                        |
| 2005                                          | Phil Mickelson                                      | Vereinigte Staaten                             | 269                                            | −19                                            | 954,000                                        |
| 2004                                          | Vijay Singh                                         | Fidschi                                        | 272                                            | −16                                            | 954,000                                        |
| 2003                                          | Davis Love III                                      | Vereinigte Staaten                             | 274                                            | −14                                            | 900,000                                        |
| 2002                                          | Matt Gogel                                          | Vereinigte Staaten                             | 274                                            | −14                                            | 720,000                                        |
| 2001                                          | Davis Love III                                      | Vereinigte Staaten                             | 272                                            | −16                                            | 720,000                                        |
| 2000                                          | Tiger Woods                                         | Vereinigte Staaten                             | 273                                            | −15                                            | 720,000                                        |
| 1999                                          | Payne Stewart                                       | Vereinigte Staaten                             | 206^                                           | −10                                            | 504,000                                        |
| 1998                                          | Phil Mickelson                                      | Vereinigte Staaten                             | 202^                                           | −14                                            | 450,000                                        |
| 1997                                          | Mark O’Meara                                        | Vereinigte Staaten                             | 268                                            | −20                                            | 342,000                                        |
| 1996                                          | Turnier annulliert nach 2 Schlechtwetterrunden      | Turnier annulliert nach 2 Schlechtwetterrunden | Turnier annulliert nach 2 Schlechtwetterrunden | Turnier annulliert nach 2 Schlechtwetterrunden | Turnier annulliert nach 2 Schlechtwetterrunden |
| 1995                                          | Peter Jacobsen                                      | Vereinigte Staaten                             | 271                                            | −17                                            | 252,000                                        |
| 1994                                          | Johnny Miller                                       | Vereinigte Staaten                             | 281                                            | −7                                             | 225,000                                        |
| 1993                                          | Brett Ogle                                          | Australien                                     | 276                                            | −12                                            | 225,000                                        |
| 1992                                          | Mark O’Meara                                        | Vereinigte Staaten                             | 275PO                                          | −13                                            | 198,000                                        |
| 1991                                          | Paul Azinger                                        | Vereinigte Staaten                             | 274                                            | −14                                            | 198,000                                        |
| 1990                                          | Mark O’Meara                                        | Vereinigte Staaten                             | 281                                            | −7                                             | 180,000                                        |
| 1989                                          | Mark O’Meara                                        | Vereinigte Staaten                             | 277                                            | −11                                            | 180,000                                        |
| 1988                                          | Steve Jones                                         | Vereinigte Staaten                             | 280PO                                          | −8                                             | 126,000                                        |
| 1987                                          | Johnny Miller                                       | Vereinigte Staaten                             | 278                                            | −10                                            | 108,000                                        |
| 1986                                          | Fuzzy Zoeller                                       | Vereinigte Staaten                             | 205^                                           | −11                                            | 108,000                                        |
| Bing Crosby National Pro-Am                   |                                                     |                                                |                                                |                                                |                                                |
| 1985                                          | Mark O’Meara                                        | Vereinigte Staaten                             | 283                                            | −5                                             | 90,000                                         |
| 1984                                          | Hale Irwin                                          | Vereinigte Staaten                             | 278PO                                          | −10                                            | 72,000                                         |
| 1983                                          | Tom Kite                                            | Vereinigte Staaten                             | 276                                            | −12                                            | 58,500                                         |
| 1982                                          | Jim Simons                                          | Vereinigte Staaten                             | 274                                            | −14                                            | 54,000                                         |
| 1981                                          | John Cook                                           | Vereinigte Staaten                             | 209^                                           | −7                                             | 40,500                                         |
| 1980                                          | George Burns                                        | Vereinigte Staaten                             | 280                                            | −8                                             | 54,000                                         |
| 1979                                          | Lon Hinkle                                          | Vereinigte Staaten                             | 284PO                                          | −4                                             | 54,000                                         |
| 1978                                          | Tom Watson                                          | Vereinigte Staaten                             | 280PO                                          | −8                                             | 45,000                                         |
| 1977                                          | Tom Watson                                          | Vereinigte Staaten                             | 273                                            | −14                                            | 40,000                                         |
| 1976                                          | Ben Crenshaw                                        | Vereinigte Staaten                             | 281                                            | −7                                             | 37,000                                         |
| 1975                                          | Gene Littler                                        | Vereinigte Staaten                             | 280                                            | −8                                             | 37,000                                         |
| 1974                                          | Johnny Miller                                       | Vereinigte Staaten                             | 208^                                           | −8                                             | 27,750                                         |
| 1973                                          | Jack Nicklaus                                       | Vereinigte Staaten                             | 282PO                                          | −6                                             | 36,000                                         |
| 1972                                          | Jack Nicklaus                                       | Vereinigte Staaten                             | 284PO                                          | −4                                             | 28,000                                         |
| 1971                                          | Tom Shaw                                            | Vereinigte Staaten                             | 278                                            | −10                                            | 27,000                                         |
| 1970                                          | Bert Yancey                                         | Vereinigte Staaten                             | 278                                            | −10                                            | 25,000                                         |
| 1969                                          | George Archer                                       | Vereinigte Staaten                             | 283                                            | −5                                             | 25,000                                         |
| 1968                                          | Johnny Pott                                         | Vereinigte Staaten                             | 285PO                                          | −3                                             | 16,000                                         |
| 1967                                          | Jack Nicklaus                                       | Vereinigte Staaten                             | 284                                            | −4                                             | 16,000                                         |
| 1966                                          | Don Massengale                                      | Vereinigte Staaten                             | 283                                            | −4                                             | 11,000                                         |
| 1965                                          | Bruce Crampton                                      | Australien                                     | 284                                            | −3                                             | 7,500                                          |
| 1964                                          | Tony Lema                                           | Vereinigte Staaten                             | 284                                            | −4                                             | 5,800                                          |
| 1963                                          | Billy Casper                                        | Vereinigte Staaten                             | 285                                            | −3                                             | 5,300                                          |
| 1962                                          | Doug Ford                                           | Vereinigte Staaten                             | 286PO                                          | −2                                             | 5,300                                          |
| 1961                                          | Bob Rosburg                                         | Vereinigte Staaten                             | 282                                            | −6                                             | 5,300                                          |
| 1960                                          | Ken Venturi                                         | Vereinigte Staaten                             | 286                                            | −2                                             | 4,000                                          |
| 1959                                          | Art Wall jr.                                        | Vereinigte Staaten                             | 279                                            | −9                                             | 4,000                                          |
| Bing Crosby National Pro-Am Golf Championship |                                                     |                                                |                                                |                                                |                                                |
| 1958                                          | Billy Casper                                        | Vereinigte Staaten                             | 277                                            | −11                                            | 4,000                                          |
| 1957                                          | Jay Hebert                                          | Vereinigte Staaten                             | 213                                            | −3                                             | 2,500                                          |
| 1956                                          | Cary Middlecoff                                     | Vereinigte Staaten                             | 202                                            | −14                                            | 2,500                                          |
| Bing Crosby National Pro-Am Golf Championship |                                                     |                                                |                                                |                                                |                                                |
| 1955                                          | Cary Middlecoff                                     | Vereinigte Staaten                             | 209                                            | −7                                             | 2,500                                          |
| 1954                                          | E. J. „Dutch“ Harrison                              | Vereinigte Staaten                             | 210                                            | −6                                             | 2,000                                          |
| 1953                                          | Lloyd Mangrum                                       | Vereinigte Staaten                             | 204                                            | −12                                            | 2,000                                          |
| Bing Crosby Pro-Am                            |                                                     |                                                |                                                |                                                |                                                |
| 1952                                          | Jimmy Demaret                                       | Vereinigte Staaten                             | 145^                                           | +1                                             | 2,000                                          |
| 1951                                          | Byron Nelson                                        | Vereinigte Staaten                             | 209                                            | −7                                             | 2,000                                          |
| 1950                                          | Jack Burke, Jr. Dave Douglas Smiley Quick Sam Snead | Vereinigte Staaten                             | 214                                            |                                                |                                                |
| 1949                                          | Ben Hogan                                           | Vereinigte Staaten                             | 208                                            | −8                                             | 2,000                                          |
| 1948                                          | Lloyd Mangrum                                       | Vereinigte Staaten                             | 205                                            | −10                                            | 2,000                                          |
| 1947                                          | George Fazio Ed Furgol                              | Vereinigte Staaten                             | 213                                            |                                                | 2,000                                          |
| 1943–46                                       | kriegsbedingt kein Turnier                          | kriegsbedingt kein Turnier                     | kriegsbedingt kein Turnier                     | kriegsbedingt kein Turnier                     | kriegsbedingt kein Turnier                     |
| 1942                                          | John Dawson (am)                                    | Vereinigte Staaten                             | 133                                            | −11                                            | 800                                            |
| 1941                                          | Sam Snead                                           | Vereinigte Staaten                             | 136                                            | −8                                             | 500                                            |
| 1940                                          | Ed Oliver                                           | Vereinigte Staaten                             | 135                                            | −9                                             | 500                                            |
| 1939                                          | E. J. „Dutch“ Harrison                              | Vereinigte Staaten                             | 138                                            |                                                | 500                                            |
| 1938                                          | Sam Snead                                           | Vereinigte Staaten                             | 139                                            | −5                                             | 500                                            |
| 1937                                          | Sam Snead                                           | Vereinigte Staaten                             | 68                                             | −4                                             | 500                                            |

- PO Sieger im Playoff
- ^ durch Regen verkürzte Austragung